# Jonny O'Mara
Jonny O'Mara (nació el 2 de marzo de 1995) es un tenista británico.

## Títulos ATP (3; 0+3)

### Dobles (3)
| Leyenda                         |
| Grand Slam (0)                  |
| ATP Wourld Tour Finals (0)      |
| ATP Masters 1000 World Tour (0) |
| ATP World Tour 500 series (0)   |
| ATP World Tour 250 series (3)   |

| N.º | Fecha                 | Torneos    | Superficie | Pareja         | Oponentes en la final         | Resultado   |
| --- | --------------------- | ---------- | ---------- | -------------- | ----------------------------- | ----------- |
| 1.  | 29 de junio de 2018   | Eastbourne | Hierba     | Luke Bambridge | Ken Skupski Neal Skupski      | 7-5, 6-4    |
| 2.  | 21 de octubre de 2018 | Estocolmo  | Dura (i)   | Luke Bambridge | Marcus Daniell Wesley Koolhof | 7-5, 7-6(8) |
| 3.  | 3 de octubre de 2021  | Sofía      | Dura (i)   | Ken Skupski    | Oliver Marach Philipp Oswald  | 6-3, 6-4    |

#### Finalista (4)
| N.º | Fecha                 | Torneos   | Superficie        | Pareja          | Oponentes en la final                  | Resultado   |
| --- | --------------------- | --------- | ----------------- | --------------- | -------------------------------------- | ----------- |
| 1.  | 5 de enero de 2019    | Pune      | Dura              | Luke Bambridge  | Rohan Bopanna Divij Sharan             | 3-6, 4-6    |
| 2.  | 2 de marzo de 2019    | São Paulo | Tierra batida (i) | Luke Bambridge  | Federico Delbonis Máximo González      | 4-6, 3-6    |
| 3.  | 5 de mayo de 2019     | Estoril   | Tierra batida     | Luke Bambridge  | Jérémy Chardy Fabrice Martin           | 5-7, 6-7(3) |
| 4.  | 29 de febrero de 2020 | Santiago  | Tierra batida     | Marcelo Arévalo | Roberto Carballés Alejandro Davidovich | 6-7(3), 1-6 |